# Lias (Gers)
Pour les articles homonymes, voir Lias.
Lias [ljas] (Liars en occitan gascon) est une commune française située dans le département du Gers en région Occitanie. Sur le plan historique et culturel, la commune est dans le Savès, une petite province gasconne correspondant au cours moyen de la Save.
Exposée à un climat océanique altéré, elle est drainée par le ruisseau des Crabères et par divers autres petits cours d'eau. La commune possède un patrimoine naturel remarquable composé de deux zones naturelles d'intérêt écologique, faunistique et floristique.
Lias est une commune rurale qui compte 778 habitants en 2022, après avoir connu une forte hausse de la population depuis 1975.  Elle fait partie de l'aire d'attraction de Toulouse. Ses habitants sont appelés les Liassois ou  Liassoises.

## Géographie

### Localisation
Commune de l'aire d'attraction de Toulouse située en Gascogne. La commune est limitrophe du département de la Haute-Garonne.

### Communes limitrophes
Lias est limitrophe de cinq autres communes dont deux dans le département de la Haute-Garonne.
Les communes limitrophes sont  Auradé, Bonrepos-sur-Aussonnelle, Fontenilles, L'Isle-Jourdain et Pujaudran.
|        | L'Isle-Jourdain                          | Pujaudran                   |
| Auradé | Lias                                     | Fontenilles (Haute-Garonne) |
|        | Bonrepos-sur-Aussonnelle (Haute-Garonne) |                             |

### Hameaux et lieux-dits
Les hameaux de Goudourvielle, La Cabane, Les Arramous, L'Arroudé et Lagouargette dépendent de la commune.

### Géologie et relief
La superficie de la commune est de 1 067 hectares ; son altitude varie de 172  à   305 mètres.
Lias se situe en zone de sismicité 1 (sismicité très faible).

### Hydrographie

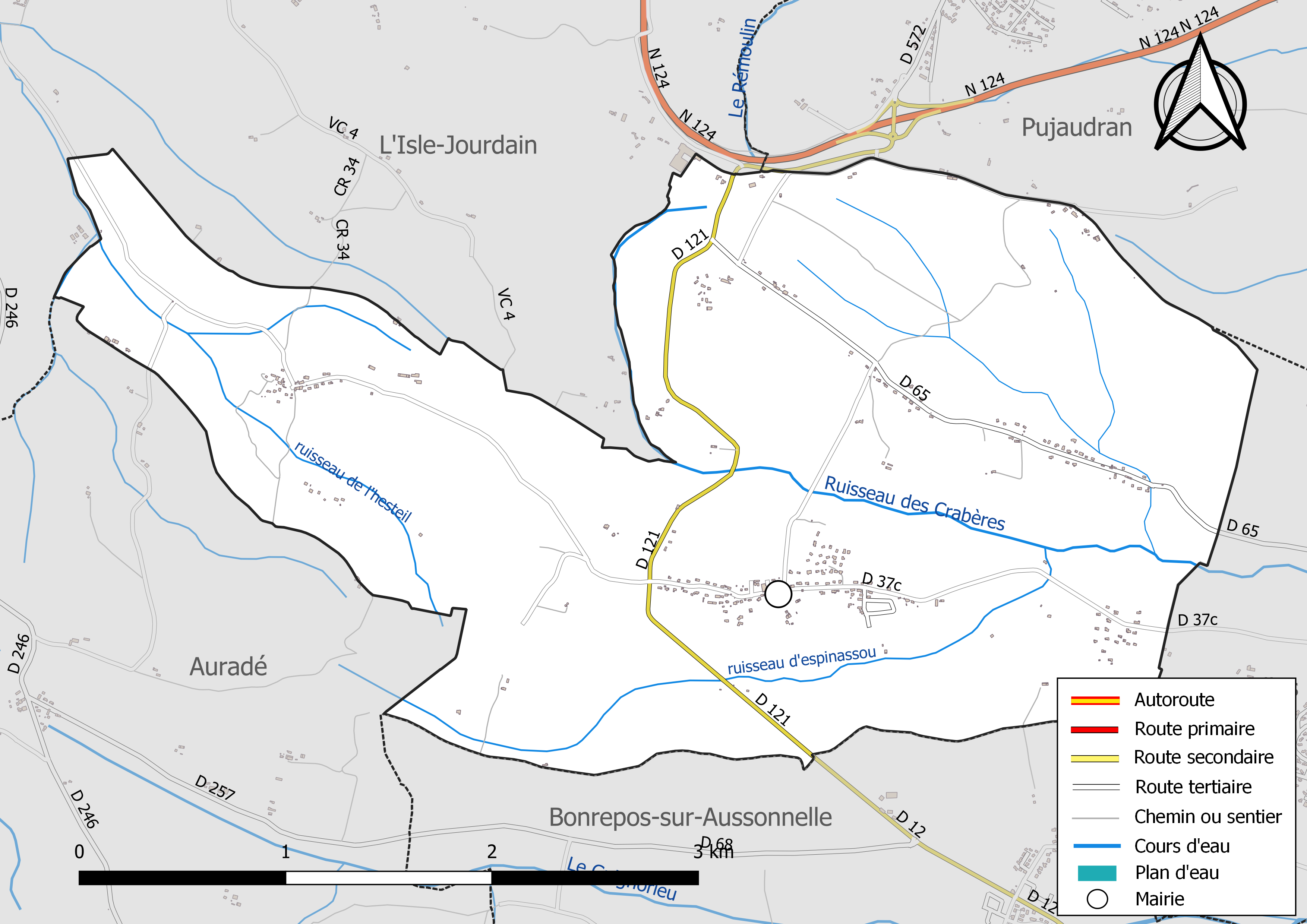
Réseaux hydrographique et routier de Lias.

La commune est dans le bassin de la Garonne, au sein du bassin hydrographique Adour-Garonne. Elle est drainée par le ruisseau des Crabères, le ruisseau de l'hesteil, le ruisseau d'espinassou et par divers petits cours d'eau, qui constituent un réseau hydrographique de 11 km de longueur totale,.

### Climat
Pour des articles plus généraux, voir Climat de l'Occitanie et Climat du Gers.
En 2010, le climat de la commune est de type climat du Bassin du Sud-Ouest, selon une étude s'appuyant sur une série de données couvrant la période 1971-2000. En 2020, Météo-France publie une typologie des climats de la France métropolitaine dans laquelle la commune est exposée à un climat océanique altéré et est dans la région climatique Aquitaine, Gascogne, caractérisée par une pluviométrie abondante au printemps, modérée en automne, un faible ensoleillement au printemps, un été chaud (19,5 °C), des vents faibles, des brouillards fréquents en automne et en hiver et des orages fréquents en été (15 à 20 jours).
Pour la période 1971-2000, la température annuelle moyenne est de 13,2 °C, avec une amplitude thermique annuelle de 15,7 °C. Le cumul annuel moyen de précipitations est de 774 mm, avec 9,5 jours de précipitations en janvier et 6 jours en juillet. Pour la période 1991-2020, la température moyenne annuelle observée sur la station météorologique la plus proche, située dans la commune de L'Isle-Jourdain à 7 km à vol d'oiseau, est de 13,8 °C et le cumul annuel moyen de précipitations est de 708,9 mm,. Pour l'avenir, les paramètres climatiques de la commune estimés pour 2050 selon différents scénarios d'émission de gaz à effet de serre sont consultables sur un site dédié publié par Météo-France en novembre 2022.

### Milieux naturels et biodiversité

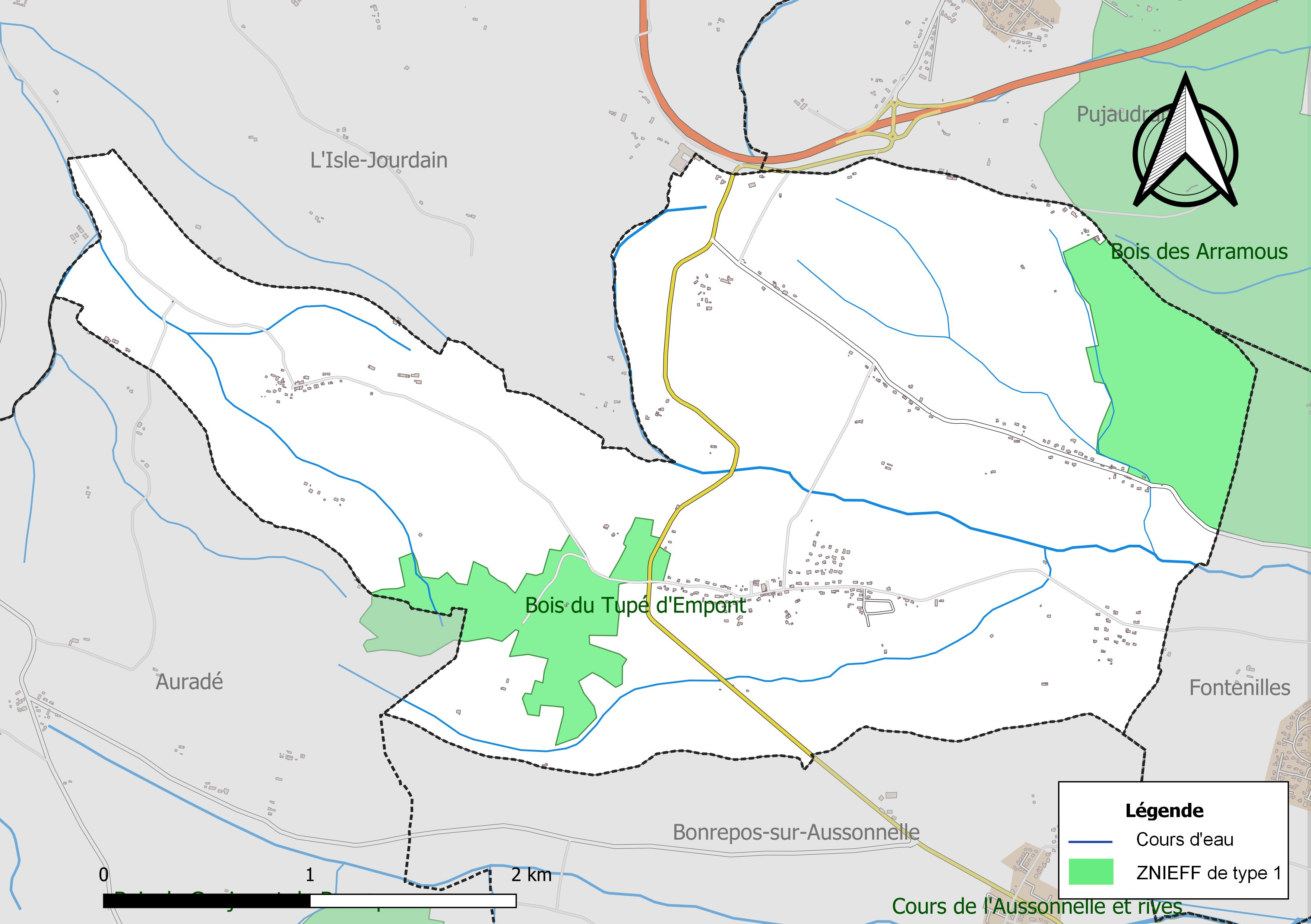
Carte des ZNIEFF de type 1 localisées dans la commune.

L’inventaire des zones naturelles d'intérêt écologique, faunistique et floristique (ZNIEFF) a pour objectif de réaliser une couverture des zones les plus intéressantes sur le plan écologique, essentiellement dans la perspective d’améliorer la connaissance du patrimoine naturel national et de fournir aux différents décideurs un outil d’aide à la prise en compte de l’environnement dans l’aménagement du territoire.
Deux ZNIEFF de type 1 sont recensées dans la commune :
le « bois des Arramous » (416 ha), couvrant 3 communes dont une dans la Haute-Garonne et deux dans le Gers, et 
le « bois du Tupé d'Empont » (61 ha), couvrant 2 communes du département.

## Urbanisme

### Typologie
Au 1er janvier 2024, Lias est catégorisée commune rurale à habitat dispersé, selon la nouvelle grille communale de densité à sept niveaux définie par l'Insee en 2022.
Elle est située hors unité urbaine. Par ailleurs la commune fait partie de l'aire d'attraction de Toulouse, dont elle est une commune de la couronne,. Cette aire, qui regroupe 527 communes, est catégorisée dans les aires de 700 000 habitants ou plus (hors Paris),.

### Occupation des sols
L'occupation des sols de la commune, telle qu'elle ressort de la base de données européenne d’occupation biophysique des sols Corine Land Cover (CLC), est marquée par l'importance des territoires agricoles (74,6 % en 2018), en diminution par rapport à 1990 (77,5 %). La répartition détaillée en 2018 est la suivante : 
terres arables (53,6 %), forêts (22 %), zones agricoles hétérogènes (21 %), zones urbanisées (2,9 %), milieux à végétation arbustive et/ou herbacée (0,4 %). L'évolution de l’occupation des sols de la commune et de ses infrastructures peut être observée sur les différentes représentations cartographiques du territoire : la carte de Cassini (XVIIIe siècle), la carte d'état-major (1820-1866) et les cartes ou photos aériennes de l'IGN pour la période actuelle (1950 à aujourd'hui).

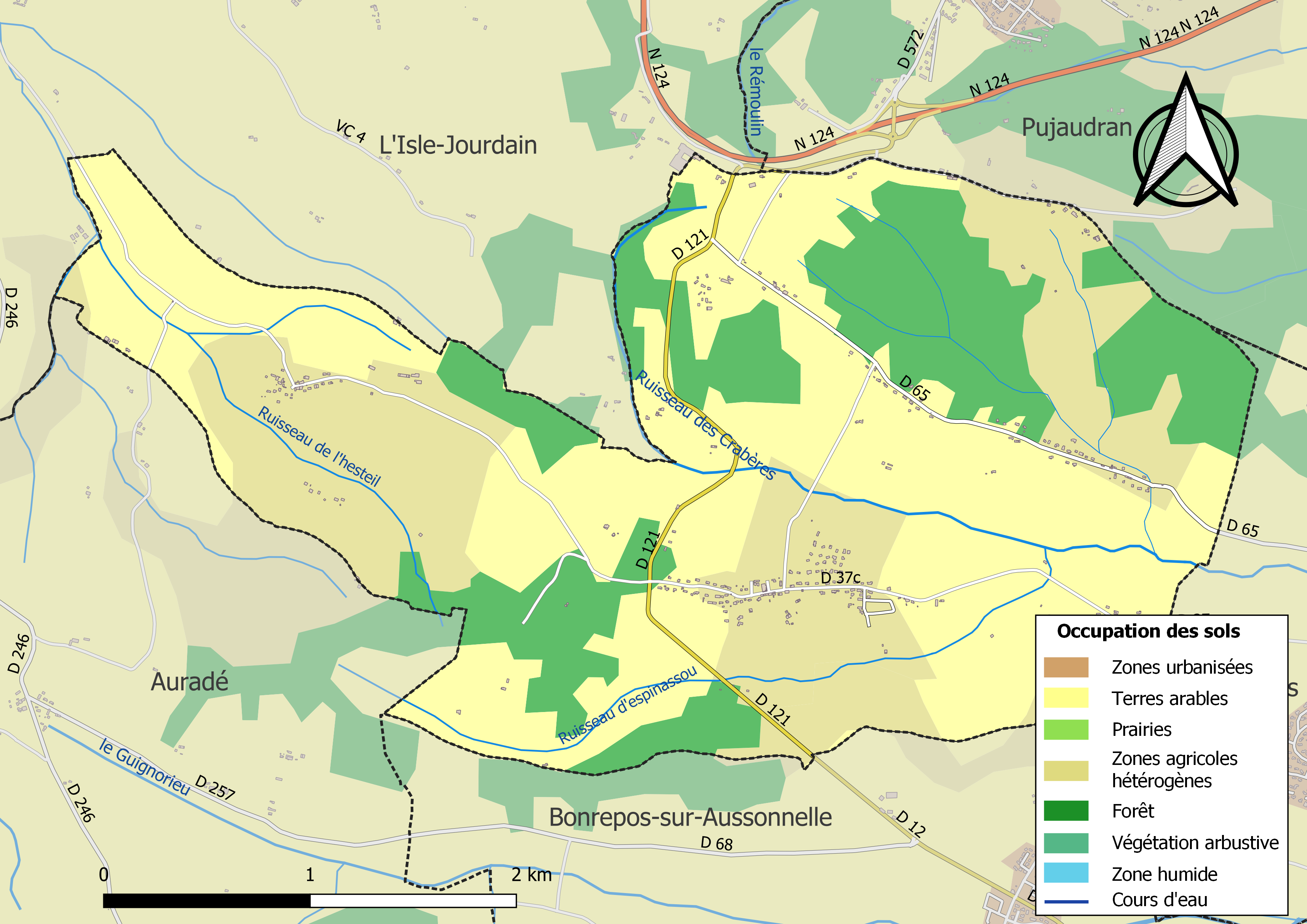
Carte des infrastructures et de l'occupation des sols de la commune en 2018 (CLC).

### Voies de communication et transports
Accès avec la route nationale 124  11, et les routes départementales D 535, D 534 et la D 121, prolongement de la D 12 haute-garonnaise.

### Risques majeurs
Le territoire de la commune de Lias est vulnérable à différents aléas naturels : météorologiques (tempête, orage, neige, grand froid, canicule ou sécheresse) et séisme (sismicité très faible). Il est également exposé à un risque technologique,  le transport de matières dangereuses. Un site publié par le BRGM permet d'évaluer simplement et rapidement les risques d'un bien localisé soit par son adresse soit par le numéro de sa parcelle.

#### Risques naturels

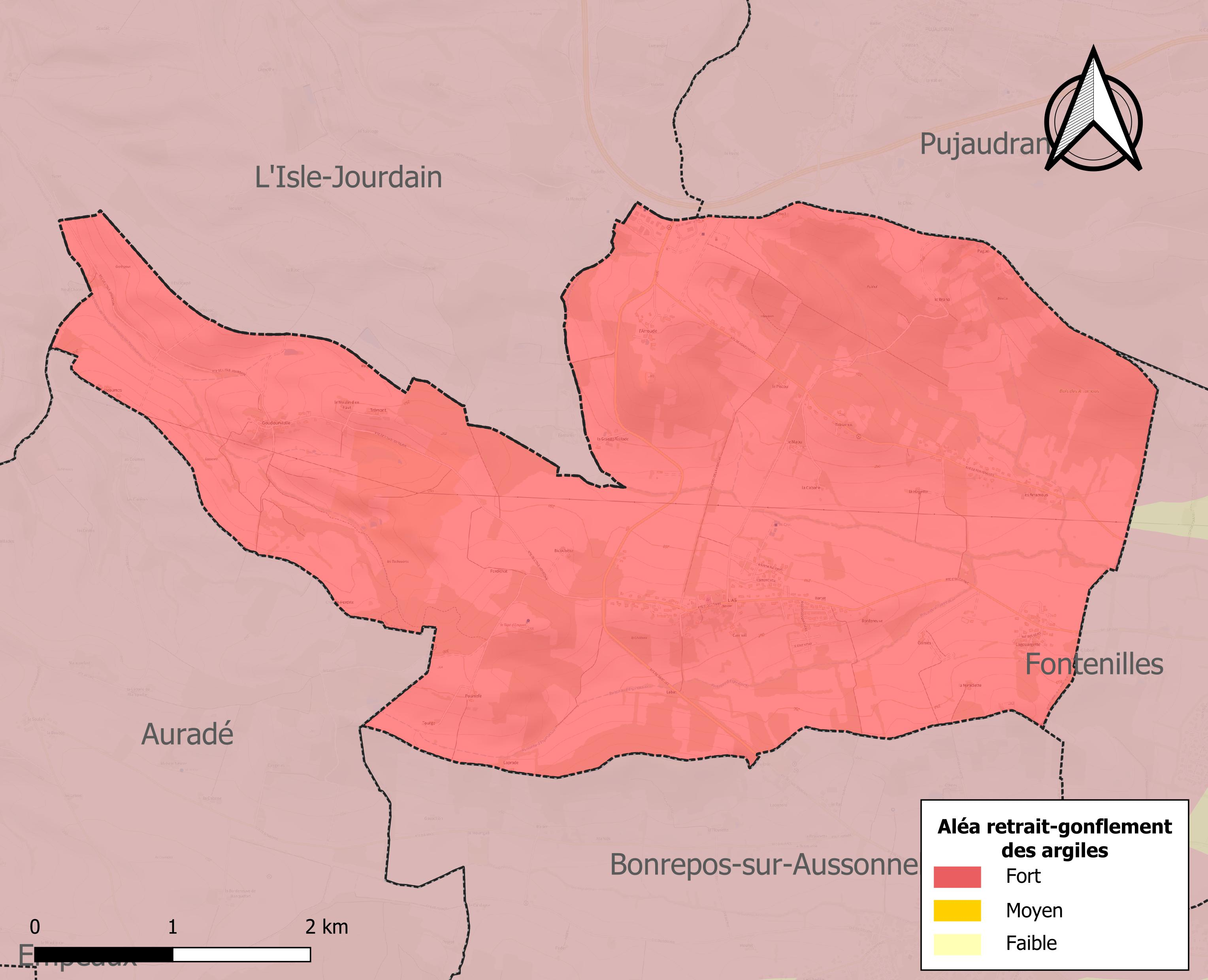
Carte des zones d'aléa retrait-gonflement des sols argileux de Lias.

Le retrait-gonflement des sols argileux est susceptible d'engendrer des dommages importants aux bâtiments en cas d’alternance de périodes de sécheresse et de pluie. La totalité de la commune est en aléa moyen ou fort (94,5 % au niveau départemental et 48,5 % au niveau national). Sur les 225 bâtiments dénombrés dans la commune en 2019, 225 sont en aléa moyen ou fort, soit 100 %, à comparer aux 93 % au niveau départemental et 54 % au niveau national. Une cartographie de l'exposition du territoire national au retrait gonflement des sols argileux est disponible sur le site du BRGM,.
Par ailleurs, afin de mieux appréhender le risque d’affaissement de terrain, l'inventaire national des cavités souterraines permet de localiser celles situées dans la commune.
La commune a été reconnue en état de catastrophe naturelle au titre des dommages causés par les inondations et coulées de boue survenues en 1999, 2000, 2006 et 2009. Concernant les mouvements de terrains, la commune a été reconnue en état de catastrophe naturelle au titre des dommages causés par la sécheresse en 1989, 1991, 1998, 2002, 2011, 2012, 2015 et 2017 et par des mouvements de terrain en 1999.

#### Risques technologiques
Le risque de transport de matières dangereuses dans la commune est lié à sa traversée par des infrastructures routières ou ferroviaires importantes ou la présence d'une canalisation de transport d'hydrocarbures. Un accident se produisant sur de telles infrastructures est en effet susceptible d’avoir des effets graves au bâti ou aux personnes jusqu’à 350 m, selon la nature du matériau transporté. Des dispositions d’urbanisme peuvent être préconisées en conséquence.

## Toponymie
Le toponyme évoque la présence de linières, pluriel du gascon lià « champ de lin, linière », (champs de lin qui fournissaient des fibres employées dans le textile).

## Histoire
En 1827, la commune de Goudourvielle est rattachée à Lias.

## Politique et administration

### Administration municipale
Le nombre d'habitants au recensement de 2011 étant compris entre 500 et 1 499 habitants, le nombre de membres du conseil municipal pour l'élection de 2014 est de quinze,.

### Rattachements administratifs et électoraux
Commune faisant partie de la communauté de communes de la Gascogne Toulousaine et du canton de L'Isle-Jourdain et avant le 1er janvier 2010 elle faisait partie de la communauté de communes des Coteaux de Gascogne.

### Liste des maires
| Période                                  | Période                  | Identité         | Étiquette | Qualité                                    |
| ---------------------------------------- | ------------------------ | ---------------- | --------- | ------------------------------------------ |
| Les données manquantes sont à compléter. |                          |                  |           |                                            |
|                                          |                          | Christian Combis |           |                                            |
| mars 2001                                | En cours (au avril 2014) | Gérard Paul      | app.PS    | Agent technique, ancien conseiller général |

### Politique de développement durable
La commune a engagé une politique de développement durable en lançant une démarche d'Agenda 21.

## Population et société

### Démographie
L'évolution du nombre d'habitants est connue à travers les recensements de la population effectués dans la commune depuis 1793. Pour les communes de moins de 10 000 habitants, une enquête de recensement portant sur toute la population est réalisée tous les cinq ans, les populations de référence des années intermédiaires étant quant à elles estimées par interpolation ou extrapolation. Pour la commune, le premier recensement exhaustif entrant dans le cadre du nouveau dispositif a été réalisé en 2007.

En 2022, la commune comptait 778 habitants, en évolution de +30,32 % par rapport à 2016 (Gers : +1,04 %, France hors Mayotte : +2,11 %).
| 1793 | 1800 | 1806 | 1821 | 1831 | 1841 | 1846 | 1851 | 1856 |
| ---- | ---- | ---- | ---- | ---- | ---- | ---- | ---- | ---- |
| 280  | 264  | 289  | 310  | 459  | 475  | 483  | 470  | 446  |

| 1861 | 1866 | 1872 | 1876 | 1881 | 1886 | 1891 | 1896 | 1901 |
| ---- | ---- | ---- | ---- | ---- | ---- | ---- | ---- | ---- |
| 450  | 436  | 402  | 387  | 369  | 368  | 350  | 352  | 340  |

| 1906 | 1911 | 1921 | 1926 | 1931 | 1936 | 1946 | 1954 | 1962 |
| ---- | ---- | ---- | ---- | ---- | ---- | ---- | ---- | ---- |
| 336  | 318  | 267  | 275  | 256  | 236  | 199  | 195  | 153  |

| 1968 | 1975 | 1982 | 1990 | 1999 | 2006 | 2007 | 2012 | 2017 |
| ---- | ---- | ---- | ---- | ---- | ---- | ---- | ---- | ---- |
| 157  | 120  | 174  | 204  | 315  | 432  | 449  | 519  | 620  |

| 2022 | - | - | - | - | - | - | - | - |
| ---- | - | - | - | - | - | - | - | - |
| 778  | - | - | - | - | - | - | - | - |

| selon la population municipale des années : | 1968 | 1975 | 1982 | 1990 | 1999 | 2006 | 2009 | 2013 |
| Rang de la commune dans le département      | 253  | 347  | 146  | 172  | 94   | 73   | 67   | 61   |
| Nombre de communes du département           | 466  | 462  | 462  | 462  | 463  | 463  | 463  | 463  |

### Enseignement
Lias fait partie de l'académie de Toulouse.
L'éducation est assurée dans la commune par un groupe scolaire Robert Castaing école élémentaire depuis la rentrée 2019 après 59 ans de fermeture, et une école maternelle. La commune possède aussi une crèche-halte-garderie.
Puis le collège et lycée dans la commune voisine de L'Isle-Jourdain.

### Manifestations culturelles et festivités
Salle polyvalente. Traditionnellement, au début de chaque printemps, le foyer rural de Lias-Goudourvielle organise la fête du Cochon. La fête du village et le feu de la Saint Jean (Goudourvielle) sont également des fêtes qui rythment tous les débuts d'été.

### Activités sportives
Pétanque, chasse, randonnée pédestre,

## Économie

### Revenus
En 2018  (données Insee publiées en septembre 2021), la commune compte 232 ménages fiscaux, regroupant 685 personnes. La médiane du revenu disponible par unité de consommation est de 27 020 € (20 820 € dans le département).

### Emploi
|                | 2008  | 2013  | 2018  |
| -------------- | ----- | ----- | ----- |
| Commune        | 3,5 % | 4,3 % | 4,7 % |
| Département    | 6,1 % | 7,5 % | 8,2 % |
| France entière | 8,3 % | 10 %  | 10 %  |

En 2018, la population âgée de 15 à 64 ans s'élève à 436 personnes, parmi lesquelles on compte 79,9 % d'actifs (75,2 % ayant un emploi et 4,7 % de chômeurs) et 20,1 % d'inactifs,. Depuis 2008, le taux de chômage communal (au sens du recensement) des 15-64 ans est inférieur à celui de la France et du département.
La commune fait partie de la couronne de l'aire d'attraction de Toulouse, du fait qu'au moins 15 % des actifs travaillent dans le pôle,. Elle compte 106 emplois en 2018, contre 64 en 2013 et 60 en 2008. Le nombre d'actifs ayant un emploi résidant dans la commune est de 330, soit un indicateur de concentration d'emploi de 32 % et un taux d'activité parmi les 15 ans ou plus de 72,5 %.
Sur ces 330 actifs de 15 ans ou plus ayant un emploi, 46 travaillent dans la commune, soit 14 % des habitants. Pour se rendre au travail, 92,1 % des habitants utilisent un véhicule personnel ou de fonction à quatre roues, 2 % les transports en commun, 2,6 % s'y rendent en deux-roues, à vélo ou à pied et 3,3 % n'ont pas besoin de transport (travail au domicile).

### Activités hors agriculture

#### Secteurs d'activités
47 établissements sont implantés  à Lias au 31 décembre 2019. Le tableau ci-dessous en détaille le nombre par secteur d'activité et compare les ratios avec ceux du département,.
| Secteur d'activité                                                                                        | Commune | Commune | Département |
| Secteur d'activité                                                                                        | Nombre  | %       | %           |
| --- | ------- | ------- | ----------- |
| Ensemble                                                                                                  | 47      |         |             |
| Industrie manufacturière, industries extractives et autres                                                | 6       | 12,8 %  | (12,3 %)    |
| Construction                                                                                              | 10      | 21,3 %  | (14,6 %)    |
| Commerce de gros et de détail, transports, hébergement et restauration                                    | 9       | 19,1 %  | (27,7 %)    |
| Information et communication                                                                              | 3       | 6,4 %   | (1,8 %)     |
| Activités immobilières                                                                                    | 4       | 8,5 %   | (5,2 %)     |
| Activités spécialisées, scientifiques et techniques et activités de services administratifs et de soutien | 6       | 12,8 %  | (14,4 %)    |
| Administration publique, enseignement, santé humaine et action sociale                                    | 4       | 8,5 %   | (12,3 %)    |
| Autres activités de services                                                                              | 5       | 10,6 %  | (8,3 %)     |

Le secteur de la construction est prépondérant dans la commune puisqu'il représente 21,3 % du nombre total d'établissements de la commune (10 sur les 47 entreprises implantées  à Lias), contre 14,6 % au niveau départemental.

#### Entreprises et commerces
L'économie de la commune est principalement basée sur l'agriculture. Elle possède aussi une zone d'activité (Rudelle) en bordure de la commune et de la RN 124.

### Agriculture
La commune est dans les « Coteaux du Gers », une petite région agricole occupant l'est du département du Gers. En 2020, l'orientation technico-économique de l'agriculture  dans la commune est la culture de céréales et/ou d'oléoprotéagineuses.
|               | 1988 | 2000 | 2010 | 2020 |
| ------------- | ---- | ---- | ---- | ---- |
| Exploitations | 17   | 14   | 12   | 10   |
| SAU (ha)      | 474  | 439  | 467  | 578  |

Le nombre d'exploitations agricoles en activité et ayant leur siège dans la commune est passé de 17 lors du recensement agricole de 1988  à 14 en 2000 puis à 12 en 2010 et enfin à 10 en 2020, soit une baisse de 41 % en 32 ans. Le même mouvement est observé à l'échelle du département qui a perdu pendant cette période 51 % de ses exploitations,. La surface agricole utilisée dans la commune a quant à elle augmenté, passant de 474 ha en 1988 à 578 ha en 2020. Parallèlement la surface agricole utilisée moyenne par exploitation a augmenté, passant de 28 à 58 ha.

## Culture locale et patrimoine

### Lieux et monuments
La commune ne compte pas de monument, mais un objet répertorié à l'inventaire des monuments historiques, et aucun lieu, monument ou objet répertorié à l'inventaire général du patrimoine culturel,.
- L'ancienne église Saint-Martial[45] fut détruite en 1979.

Église Saint-Sébastien de Goudourvielle
L'église est située au lieu-dit Goudourvielle dont l'« association pour la restauration de l’église de Goudourvielle » administre la restauration.
L'église serait datée du XVIIe siècle d'après la pierre se trouvant dans la nef où est inscrite la date de 1609, son clocher-mur est construit avec des briques rouges, il abrite deux cloches en bronze dont une est datée de 1757. Au XIXe siècle, l'église est agrandie avec l'ajout d'une sacristie, d'une chapelle et d'un baptistère. Après restauration, l'église a été inaugurée en mars 2016.
Les fonts baptismaux en calcaire gréseux proviennent de l'ancienne église, ils sont datés du XIVe siècle ou de la fin du XVe siècle, et sont classés au titre objet des monuments historiques depuis 1961.
En mars 2024, une croix ancienne ornant une place est retrouvée vandalisée.

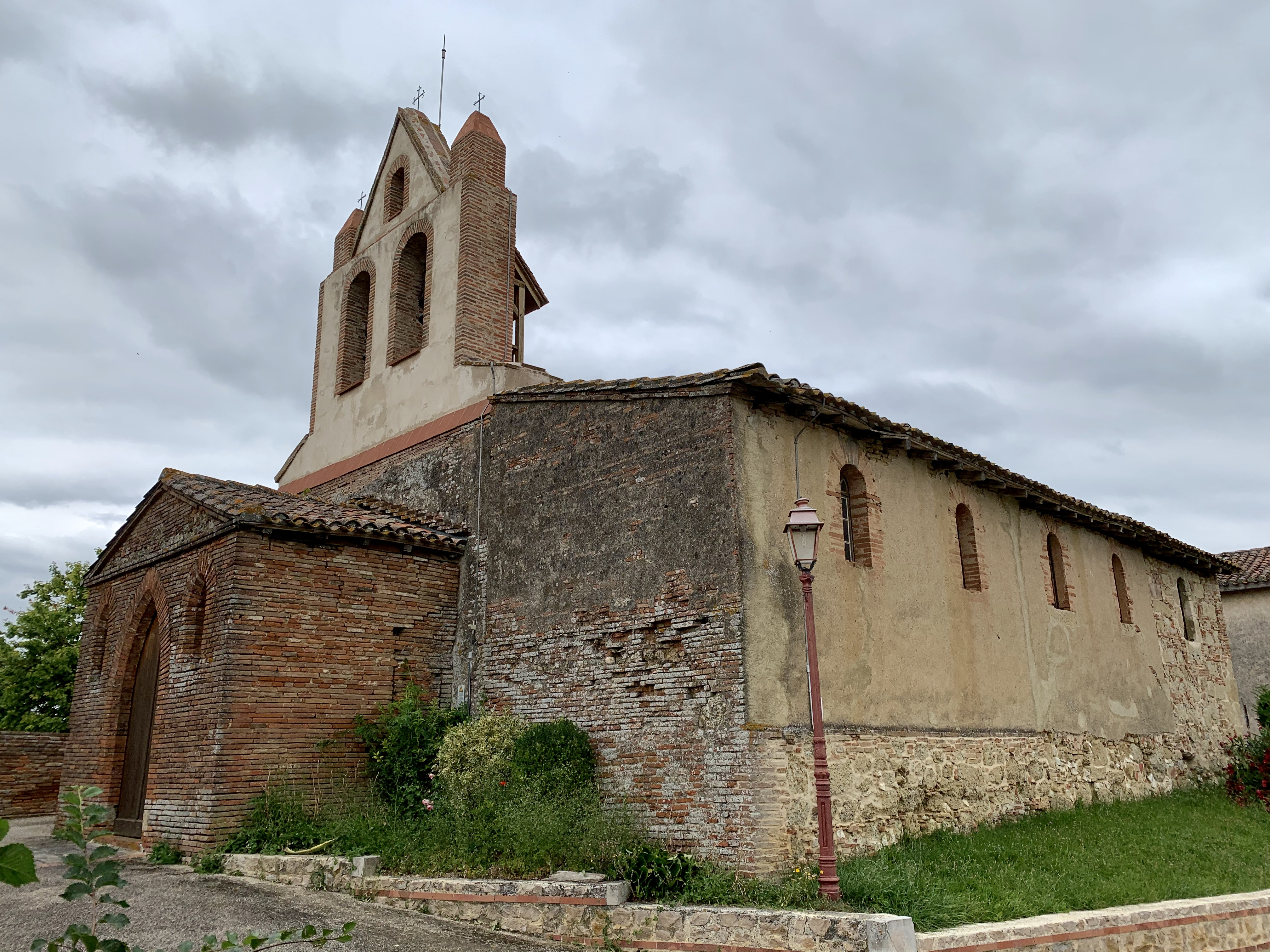
Église Saint-Sébastien de Goudourvielle.
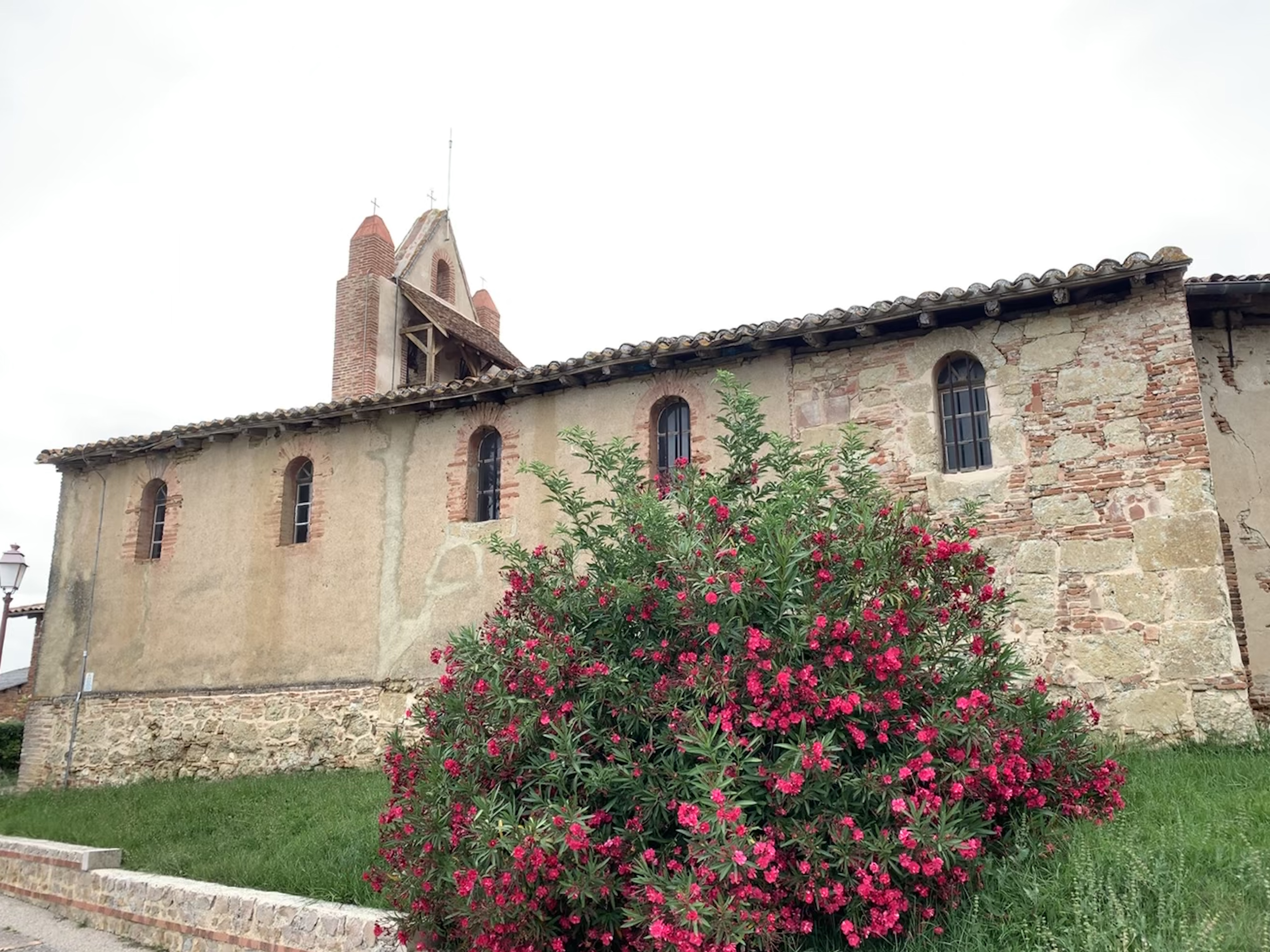

### Héraldique
| Blason | Blasonnement : De gueules à la croix cléchée, vidée, pommetée de douze pièces d'or, à la bande d'argent chargée de trois fleurs de lin d'azur brochant sur le tout. |

## Pour approfondir